# Резервисты и Академия ФК «Вест Хэм Юнайтед»
Резервная команда футбольного клуба «Вест Хэм Юнайтед» (англ. West Ham United Under-23s) — резервная команда футбольного клуба «Вест Хэм Юнайтед», также известная как команда «Вест Хэма» до 23 лет. Выступает в Премьер-лиге 2. Дивизион 1. Также принимает участие в розыгрыше Трофея Английской футбольной лиги, Кубка Премьер-лиги и Международного кубка Премьер-лиги.
Молодёжная академия футбольного клуба «Вест Хэм Юнайтед» (англ. West Ham United Academy) — молодёжная академия футбольного клуба «Вест Хэм Юнайтед» состоящая из игроков не старше 18 лет. Выступает в Премьер-лиге до 18 (Юг). Также принимает участие в розыгрыше Молодёжного кубка Англии. Академия является одной из наиболее успешных юношеских академий в Англии.

## Команда до 23 лет

### История
Резервная команда была основана в 1899 году как «Thames Ironworks Reserves» и сразу присоединилась к первому дивизиону Лондонской лиги, где заняла 4 место, в 1900 году сменила название на «West Ham Reserves» и спустя три сезона повысилась в недавно созданную Премьер-дивизион Лондонской лиги, так как первый дивизион Лондонской лиги перестал быть высшим дивизионом для резервных команд. В сезоне 1904/1905 команда присоединилась к Южной лиге Второго дивизиона, параллельно играя в Премьер-дивизионе Лондонской лиги.
В сезоне 1906/1907 заняли второе место в Южной лиге Второго дивизиона, но в 1907 резервная команда была расформирована.
Между 1948 и 1956 годами резервисты вступили в Лигу Восточных Графств как Вест Хэм Юнайтед «А». В 1952 году они начали параллельно выступать в Столичной лиге, а позже окончательно покинули Лигу Восточных Графств. Именно в Столичной лиге к резервистам пришел первых успех, они выиграли Кубок Столичной лиги и Кубок профессионалов.
В 1971 году после объединения МетропольнойСтоличной лиги с Лондонской лигой, они покинули её, и присоединились к Лиге юго-восточных графств как молодёжная команда, играя там до реорганизации футбольной ассоциацией Англии системы юношеского футбола в 1998 году, после этого была сформирована резервная команда впервые с 1907 года.
В 1999 была создана Английская Премьер-лига для резервистов, в которой приняла участие резервная команда «Вест Хэм Юнайтед» в зоне «Юг». После принятия плана по развитию юношеского футбола на смену Английской Премьер-лиге для резервистов была основана Лига профессионального развития с турнирами для игроков до 18 и до 23 лет, в которой выступают резервная и молодёжные команды «Вест Хэм Юнайтед».

### Состав
| №  |            | Поз. | Имя               | Год рождения |
| -- | ---------- | ---- | ----------------- | ------------ |
| 34 | Англия     | Вр   | Натан Тротт       | 1998         |
| 73 | Англия     | Вр   | Даниэль Джинаду   | 2002         |
| 49 | Гана       | Вр   | Джозеф Ананг      | 2000         |
| 64 | Англия     | Защ  | Джошуа Окотча     | 2001         |
| 56 | Англия     | Защ  | Эммануэль Лонжело | 2000         |
| 43 | Англия     | Защ  | Уилл Гринидж      | 2002         |
| 20 | Португалия | Защ  | Гонсалу Кардозу   | 2000         |
| 62 | Англия     | Защ  | Сэм Кайгер        | 2002         |
| 50 | Шотландия  | Защ  | Харрисон Эшби     | 2001         |
| 42 | Англия     | Защ  | Аджибола Алезе    | 2001         |

| №  |            | Поз. | Имя                | Год рождения |
| -- | ---------- | ---- | ------------------ | ------------ |
| 66 | Англия     | ПЗ   | Кинан Аппиа-Форсон | 2001         |
| 72 | Англия     | ПЗ   | Дэниэл Честерс     | 2002         |
| 54 | Ирландия   | ПЗ   | Конор Ковентри     | 2000         |
| 39 | Англия     | ПЗ   | Алфи Льюис         | 1999         |
| 44 | Бразилия   | ПЗ   | Бернардо Роса      | 2000         |
| 57 | Англия     | ПЗ   | Луи Уотсон         | 2001         |
| —  | Англия     | ПЗ   | Оссама Эшли        | 2000         |
| 37 | Англия     | ПЗ   | Натан Холланд      | 1998         |
| 55 | Англия     | Нап  | Шон Адарква        | 2000         |
| 40 | Англия     | Нап  | Оладапо Афолаян    | 1997         |
| 73 | Англия     | Нап  | Амаду Диалло       | 2003         |
| 36 | Португалия | Нап  | Мезаке Джу         | 1999         |

### Игроки в аренде
| \| № \| \| Поз. \| Имя \| Год рождения \| \| -- \| \| ---- \| ---------------------------------------------------------------- \| ------------ \| \| 48 \| \| ПЗ \| Дэн Кемп (в «Блэкпул» до конца сезона 2020/21)[8] \| 1999 \| \| — \| \| Защ \| Олатунджи Акинола (в «Лейтон Ориент» до конца сезона 2020/21)[9] \| 1998 \| \| 32 \| \| Нап \| Шанде Силва (в «Арис» до конца сезона 2020/21)[10] \| 1997 \| |            |      |                                                               |              |
| № |            | Поз. | Имя                                                           | Год рождения |
| 48 | Англия     | ПЗ   | Дэн Кемп (в «Блэкпул» до конца сезона 2020/21)                | 1999         |
| — | Англия     | Защ  | Олатунджи Акинола (в «Лейтон Ориент» до конца сезона 2020/21) | 1998         |
| 32 | Португалия | Нап  | Шанде Силва (в «Арис» до конца сезона 2020/21)                | 1997         |

### Достижения
- Кубок Столичной лиги (как Вест Хэм Юнайтед «А»)
  - Чемпион (1): 1957/1958
- Кубок Профессионалов Столичной лиги (как Вест Хэм Юнайтед «А»)
  - Чемпион (3): 1959/1960, 1966/67, 1968/69
- Премьер-лига 2. Дивизион 2
  - Чемпион (1): 2019/20
- Кубок Премьер-лиги:
  - Обладатели (1): 2015/16

## Тренерский штаб
| Должность               | Имя            |
| ----------------------- | -------------- |
| Главный тренер          | Дмитри Халайко |
| Ассистент тренера       | Стив Поттс     |
| Тренер вратарей         | Джером Джон    |
| Тренер по физподготовке | Том Смит       |

## Академия
Неофициальное название академии «Академия футбола» впервые было использовано в первые годы правления Рона Гринвуда в качестве менеджера «Вест Хэма Юнайтед» (1961–1974). Гринвуд унаследовал молодую команду игроков от Теда Фентона, и клуб был известен своей опорой на доморощенных игроков.

#### История

##### Эпоха Премьер-Лиги
Несмотря на то, что «Вест Хэм Юнайтед» с момента создания Премьер-Лиги был известен как клуб, который продает игроков, по причине нехватки финансовых средств или отсутствия возможностей удержать их. Этот факт подтверждает продажа таких выпускников как Рио Фердинанд, Майкл Каррик, Фрэнк Лэмпард, Джо Коул, Джермейн Дефо и Глен Джонсон.
Несмотря на это, в 1996 году молодежная команда «Вест Хэм Юнайтед» вышла в финал, где проиграла молодёжной команде «Ливерпуля» со счётом 4:1, а в 1999 выиграла Молодежный кубок Англии, победив молодёжную команду «Ковентри Сити» со счетом 9: 0 по сумме двух матчей, впервые с 1981 года.
В последнее десятилетие академия возвращает себе неофициальное название «Академия футбола», в основном составе играли такие игроки как Джеймс Томкинс, Джек Коллисон, Энтон Фердинанд, Марк Нобл, Деклан Райс, Джереми Нгакия, Бен Джонсон, а многие выпускники играют на профессиональном уровне.

### Состав
| №  |         | Поз. | Имя                | Год рождения |
| -- | ------- | ---- | ------------------ | ------------ |
| —  | Англия  | Вр   | Джейкоб Найтсбридж | 2004         |
| 63 | Англия  | Вр   | Джошуа Роуч        | 2003         |
| —  | Англия  | Вр   | Серин Саннех       | 2002         |
| 47 | Венгрия | Вр   | Кристиан Хеги      | 2002         |
| —  | Англия  | Защ  | Ийиола Адебайо     | 2002         |
| 75 | Англия  | Защ  | Джамал Баптист     | 2003         |
| —  | Англия  | Защ  | Исаак Эванс        | 2003         |
| —  | Англия  | Защ  | Джейден Февриер    | 2003         |
| —  | Англия  | Защ  | Майкл Форбс        | 2004         |
| —  | Англия  | Защ  | Бенджамин Хил      | 2002         |
| —  | Англия  | Защ  | Сонни Перкинс      | 2004         |
| —  | Англия  | Защ  | Джуниор Робинсон   | 2004         |
| —  | Англия  | Защ  | Брэндон Томас      | 2002         |

| №  |                    | Поз. | Имя                   | Год рождения |
| -- | ------------------ | ---- | --------------------- | ------------ |
| —  | Англия             | ПЗ   | Майкл Аду             | 2002         |
| —  | Бермудские Острова | ПЗ   | Реми Коддингтон       | 2004         |
| —  | Англия             | ПЗ   | Гаэль Килеба          | 2002         |
| —  | Англия             | ПЗ   | Леннон Пик            | 2002         |
| —  | Англия             | ПЗ   | Фредди Поттс          | 2003         |
| —  | Словения           | ПЗ   | Кристиан Велики       | 2003         |
| —  | Англия             | ПЗ   | Арчи Вудс             | 2003         |
| —  | Англия             | ПЗ   | Дивин Мубама          | 2003         |
| 58 | Англия             | Нап  | Кай Корбетт           | 2002         |
| 45 | Ирландия           | Нап  | Адемипо Одубеко       | 2002         |
| 61 | Англия             | Нап  | Камараи Саймон-Свайер | 2002         |

### Достижения
- Лиги юго-восточных графств
  - Чемпион (3): 1984/85, 1995/96, 1997/98
  - Финалист (1): 1981/82
- Академическая Премьер-лига (до 19 лет)
  - Чемпион (2): 1998/99,1999/2000
- Молодёжный кубок Англии по футболу
  - Чемпион (3): 1962/63, 1980/81, 1998/99
  - Финалист (4): 1956/57, 1958/59, 1974/75,1995/96
- Суперкубок NI. Юниорская группа:
  - Чемпион (2): 1996,1997
  - Финалист (1): 1998 (юношеская и премьер группы)
- Молодёжный кубок ФИФА
  - Финалист (3): 1966, 1968, 2016
  - 3 место (1): 1959

## Тренерский штаб
| Должность                             | Имя                 |
| ------------------------------------- | ------------------- |
| Директор академии                     | Рики Мартин         |
| Ассистент директора академии          | Джереми Сауэр       |
| Главный тренер                        | Кевин Кин           |
| Ассистент тренера                     | Марк Филлипс        |
| Тренер                                | Пол Кончески        |
| Руководитель отдела развития тренеров | Калам Муниарук      |
| Главный тренер команды до 18 лет      | Карлтон Коул        |
| Главный тренер команды до 16 лет      | Джерард Прендервиль |
| Главный тренер команды до 15 лет      | Гарри Уотлинг       |
| Главный тренер команды до 14 лет      | Завон Хайнс         |
| Тренер вратарей                       | Билли Лепин         |
| Аналитик данных                       | Энди Годболд        |

## Известные воспитанники
Здесь указаны воспитанники футбольной академии «Вест Хэм Юнайтед» которые прошли академию и стали профессиональными футболистами.

| - Бобби Мур - Джефф Херст - Мартин Питерс - Тревор Букинг - Фрэнк Лэмпард (старший) - Бест, Клайд - Аде Кокер - Тони Котти - Пол Инс - Фрэнк Лэмпард - Рио Фердинанд - Джо Коул - Майкл Каррик - Шон Бирн - Джермейн Дефо - Грант Макканн - Ричард Гарсия - Глен Джонсон - Энтон Фердинанд | - Крис Коэн - Трент МакКленахан - Марк Нобл - Эллиотт Уорд - Хоган Эфраим - Тони Стоукс - Кайл Рид - Джек Коллисон - Фредди Сирс - Джеймс Томкинс - Завон Хайнс - Джуниор Станислас - Джош Пейн - Бондз Н'Гала - Энтони Эдгар - Джордан Спенс - Штех, Марек - Каллум МакНотон - Дэн Поттс - Роберт Холл - Маттиас Фанимо - Джордж Монкур - Дилан Томбайдс - Эллиот Ли | - Лео Чемберс - Рис Берк - Каллум Драйвер - Себастьен Ллетджет - Блэр Турготт - Джош Каллен - Рис Оксфорд - Льюис Пейдж - Джаир Парфитт-Уильямс - Амос Наша - Джордан Браун - Кайл Нойл - Маркус Браун - Деклан Райс - Конор Ковентри - Грейди Диангана - Джо Пауэлл - Бэн Джонсон - Джереми Нгакия |

## Награды Игрок года[16]

### Лучший молодой игрок года
| Год  | Игрок          |
| ---- | -------------- |
| 2008 | Джеймс Томкинс |
| 2009 | Джек Коллисон  |
| 2010 | Завон Хайнс    |
| 2011 | Фредди Сирс    |
| 2012 | Дэн Поттс      |
| 2013 | Джордж Монкур  |
| 2014 | Сэм Хоус       |
| 2015 | Рис Берк       |
| 2016 | Рис Оксфорд    |
| 2017 | Деклан Райс    |
| 2018 | Деклан Райс    |
| 2019 | Деклан Райс    |
| 2020 | Натан Холланд  |
| 2021 | Бен Джонсон    |

### НаградаДилана Томбайдса
| Год  | Игрок           |
| ---- | --------------- |
| 2014 | Джош Каллен     |
| 2015 | Рис Оксфорд     |
| 2016 | Деклан Райс     |
| 2017 | Домингос Квина  |
| 2018 | Конор Ковентри  |
| 2019 | Аджибола Алезе  |
| 2020 | Уилл Гринидж    |
| 2021 | Джейден Февриер |